# Antinous (gwiazdozbiór)
Antinous – historyczny gwiazdozbiór stanowiący południową część obecnej konstelacji Orła. Upamiętniał postać Antinousa, kochanka rzymskiego cesarza Hadriana. Po śmierci młodzieńca cesarz wprowadził jego kult i w 132 r. n.e. umieścił jego postać wśród gwiazd; Almagest Ptolemeusza wspomina asteryzm Antinousa jako część gwiazdozbioru Orła. Według Ptolemeusza należały do niego gwiazdy współcześnie oznaczane Eta, Theta, Delta, Jota, Kappa i Lambda Aquilae. Johann Bayer nazwał ten gwiazdozbiór Ganimedesem (od mitologicznej postaci młodzieńca porwanego przez Orła-Zeusa). Antinous został wyróżniony jako osobna konstelacja przez Tychona Brahe w 1602 roku, ale opinie astronomów co do jego odrębności od Orła były podzielone. W XIX wieku został ponownie włączony w skład Orła.